# Elias d'Ussel
Elias d'Ussel (fl. ca. 1200) fou un trobador occità, del qual es conserven 7 composicions.

## Vida
Elias d'Ussel forma part, amb els seus cosins Eble, Peire i Gui d'Ussel, dels anomenats quatre trobadors d'Ussel. Tot i que Gui és el que té una activitat literària més important, també es conserven diverses composicions d'Elias, entre les quals quatre tensons amb el seu cosí. Elias està documentat en documents d'arxiu entre 1195 i 1240 i possiblement era senyor del castell de Charlus, prop d'Ussel. Segons la vida de Gui d'Ussel, Elias compongué "bonas tensos".

## Obra
Es conserven 7 composicions, quatre tensons amb el seu cosí Gui, una amb Aimeric de Peguilhan i dues coblas dirigides a Gaucelm Faidit.

### Tensons
- (194,2=136,1)[4] Ara·m digatz vostre semblan (amb Gui d'Ussel)
- (136,1a=194,4) En Gui, digaz al vostre grat (amb Gui d'Ussel)
- (194,17=136,4) N'Elias, a son amador (amb Gui d'Ussel)
- (194,18=136,6) N'Elias, de vos voill auzir (amb Gui d'Ussel)
- (10,37=136,5) N'Elyas, conseill vos deman (amb Aimeric de Peguilhan)

### Coblas
- (136,2) Gauselms, eu mezeis garantis
- (136,3) Manenz fora·l francs pelegris

### Edicions
- Audiau, Jean, Les poésies des quatre troubadours d'Ussel, publiées d'après les manuscrits. París: Librarie Delagrave, 1922

### Repertoris
- Guido Favati (editor), Le biografie trovadoriche, testi provenzali dei secc. XIII e XIV, Bologna, Palmaverde, 1961, [pàg. 260; és la vida del seu cosí Gui d'Ussel, on es conserven referències a Elias]
- Alfred Pillet / Henry Carstens, Bibliographie der Troubadours von Dr. Alfred Pillet […] ergänzt, weitergeführt und herausgegeben von Dr. Henry Carstens. Halle : Niemeyer, 1933 [Elias d'Ussel és el número PC 136]